# DPf (Inschrift)

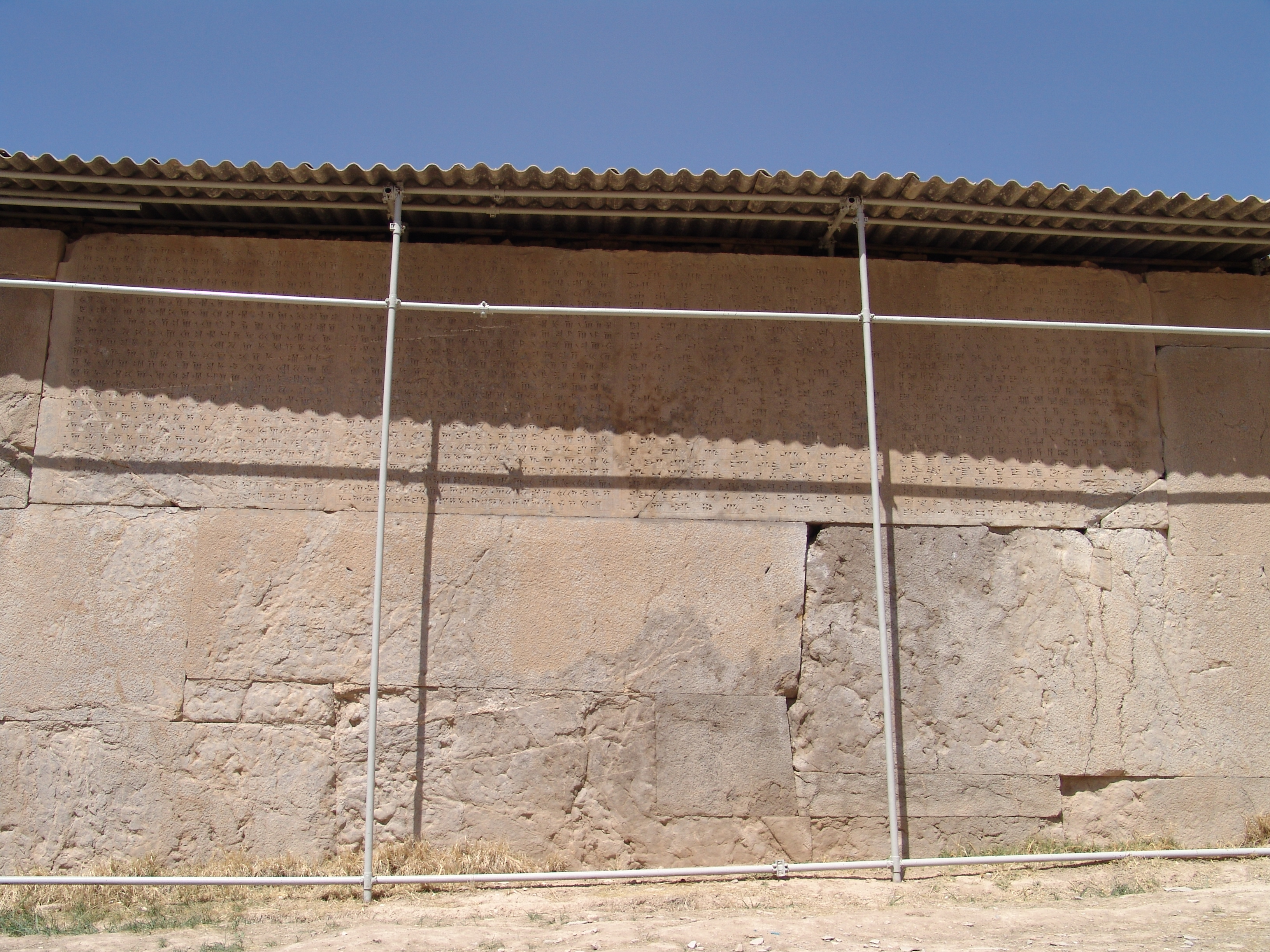
Die vier Inschriften mit DPf als zweiter von rechts an der erhaltenen Südmauer der Terrasse des Palasts von Dareios I.

DPf ist die Bezeichnung einer Inschrift von Dareios I. (D). Sie wurde in Persepolis (P) entdeckt und von der Wissenschaft mit einem Index (f) versehen. Die Inschrift liegt in elamischer Sprache vor.

## Inhalt
Die folgende französische Übersetzung wurde von Pierre Lecoq entnommen. In Ermangelung einer neueren schriftlichen deutschen Übersetzung erfolgt eine eigene Übersetzung mit der Vorlage von Pierre Lecoq. Eine englische Übersetzung liegt von Amélie Kuhrt aus dem Jahr 2007 vor.
| §1. „Je suis Darius, le grand roi, le roi des rois, le roi des peuples, le roi sur cette terre, le fils de Vistâspa, l'Achéménide.“ §2. Et le roi Darius dit: „Sur cette terrasse, là où ce palais a été construit, là, aucun palais n'avait été construit; grâce à Ahuramazdâ, moi j 'ai construit ce palais; et Ahuramazdâ a ainsi voulu, avec tous les dieux, que ce palais soit construit; et. moi je l 'ai construit; alors, il a été construit solide et excellent et exactement ainsi que je l'avais ordonné.“ §3. Et le roi Darius dit: „Qu'Ahuramazdâ, avec tous les dieux, me protège, ainsi que ce palais, et aussi ce qui est assemblé sur cette terrasse; que n'arrive pas ce qu'un homme félon pense!“ | §1. „Ich bin Dareios, der große König, der König der Könige, der König der Völker, der König auf dieser Erde, der Sohn von Hystaspes, der Achämenide.“ §2. Und Dareios, der König spricht: „Auf dieser Terrasse, da, wo dieser Palast gebaut wurde, da war vorher kein Palast. Dank Ahuramazda habe ich diesen Palast gebaut; und Ahuramazda hat auch gewollt, zusammen mit allen Göttern, dass dieser Palast gebaut werden soll; und ich, ich habe ihn gebaut; deshalb ist er stark, wunderbar und exakt gebaut worden, so wie ich es befohlen habe.“ §3. Und Dareios, der König spricht: „Möge Ahuramazda mit allen Göttern mich beschützen, sowohl diesen Palast als auch das, was auf dieser Terrasse versammelt ist. Was ein treuloser Mann denkt, möge nicht eintreffen.“ |

## Beschreibung
Die Inschrift DPf ist eine von vier jeweils 24 Zeilen umfassenden Inschriften (DPd–DPg) und befindet sich als zweite von rechts auf einem rund 7 × 2 m großen Block, der in der obersten Steinreihe der erhaltenen Terrassen-Südmauer des Palasts von Dareios I. eingelassen ist. Die 1778 erstmals von Carsten Niebuhr veröffentlichten Inschriften sind in Altpersisch (DPd und DPe), Elamisch (DPf) und Akkadisch (DPg) verfasst, stellen aber keine Trilingue dar, sondern geben unterschiedliche Inhalte wieder. Um sie vollständig erfassen zu können, musste man alle drei Sprachen beherrschen.
Die Inschrift befindet sich in situ (am Ursprungsort).